# ピーター・ゼーマン
ピーター・ゼーマン（Pieter Zeeman, 1865年5月25日 - 1943年10月9日）は、オランダの物理学者。1902年に、ゼーマン効果の発見によりノーベル物理学賞をローレンツとともに受賞した。

## 生涯

### 大学入学まで
オランダのスカウウェン＝ダイフェラントという島にある小さな町ゾンネメレに生まれる。父はオランダ改革派の聖職者だった。幼いころから物理学に興味を持つようになった。
17歳のころ（1883年）、オランダでもオーロラが見えるという事件が起きている。当時ジーリクゼーの高校に通っていたゼーマンはオーロラをスケッチし、解説を添えてネイチャー誌に送ったところ、それが掲載された。編集者はゼーマンが高校生だとは思わず、「ゾンネメレの観測所のゼーマン教授からの注意深い観測報告」と記している。
1883年に高校を卒業すると、デルフトに出てギムナジウムで古典言語を学んだ（当時、大学入学に必須だったため）。デルフトではその学校の副校長 J.W. Lely の家に寄宿した。ゾイデル海開発構想を後に実現した Cornelis Lely の兄弟である。デルフトで、後に師事することになるヘイケ・カメルリング・オネスと出会っている。

### 大学生時代
1885年、大学入学資格試験に合格し、ライデン大学で物理学を専攻し、ヘンドリック・ローレンツとカメルリング・オネスの指導を受けるようになる。1890年、学位論文を書く前にローレンツの助手になり、磁気光学カー効果の研究に参加した。1893年、極カー効果についての学位論文を提出。博士号を取得すると、半年間ストラスブールのF・コールラウシュの研究室で学んだ。1895年にストラスブールから戻ると、ゼーマンはライデンで数学と物理学の私講師となった。同年、結婚。後に3人の娘と1人の息子をもうけた。

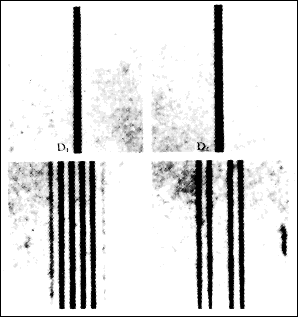
ゼーマン自身が撮影したゼーマン効果の写真

1896年、上司の命令に背いて、強い磁場をかけたときのスペクトル線の分裂を測定。そのためクビになったが、その成果は大きかった。1902年、そのゼーマン効果を発見した功績により、ノーベル物理学賞を受賞したのである。学位論文を発展させ、彼は光源に対する磁場の影響を研究し始め、磁場中ではスペクトル線がいくつかに分裂することを発見した。ローレンツは1896年10月31日土曜日、オランダ王立芸術科学アカデミーの会合でカメルリング・オネスからゼーマンの実験結果を聞いた。翌週月曜日、ローレンツはゼーマンを自分のオフィスに呼び出し、ゼーマンの実験結果について電磁放射に関する持論に基づく解釈を披露した。
ゼーマンの発見の重要性は間もなく明らかとなった。それは、磁場中の光の放射が分裂するというローレンツの予測を裏付けるものだった。ゼーマンの業績により、電磁放射の源が振動する負の電荷を持つ粒子で、水素原子の何千倍も軽いということが明らかとなった。この結論は、電磁波を担う粒子がかつてジョゼフ・ジョン・トムソンが発見した電子と同じものであることを示していた。従って、ゼーマン効果は原子の構造の解明に大いに役立つことになった。

### アムステルダム大学教授時代

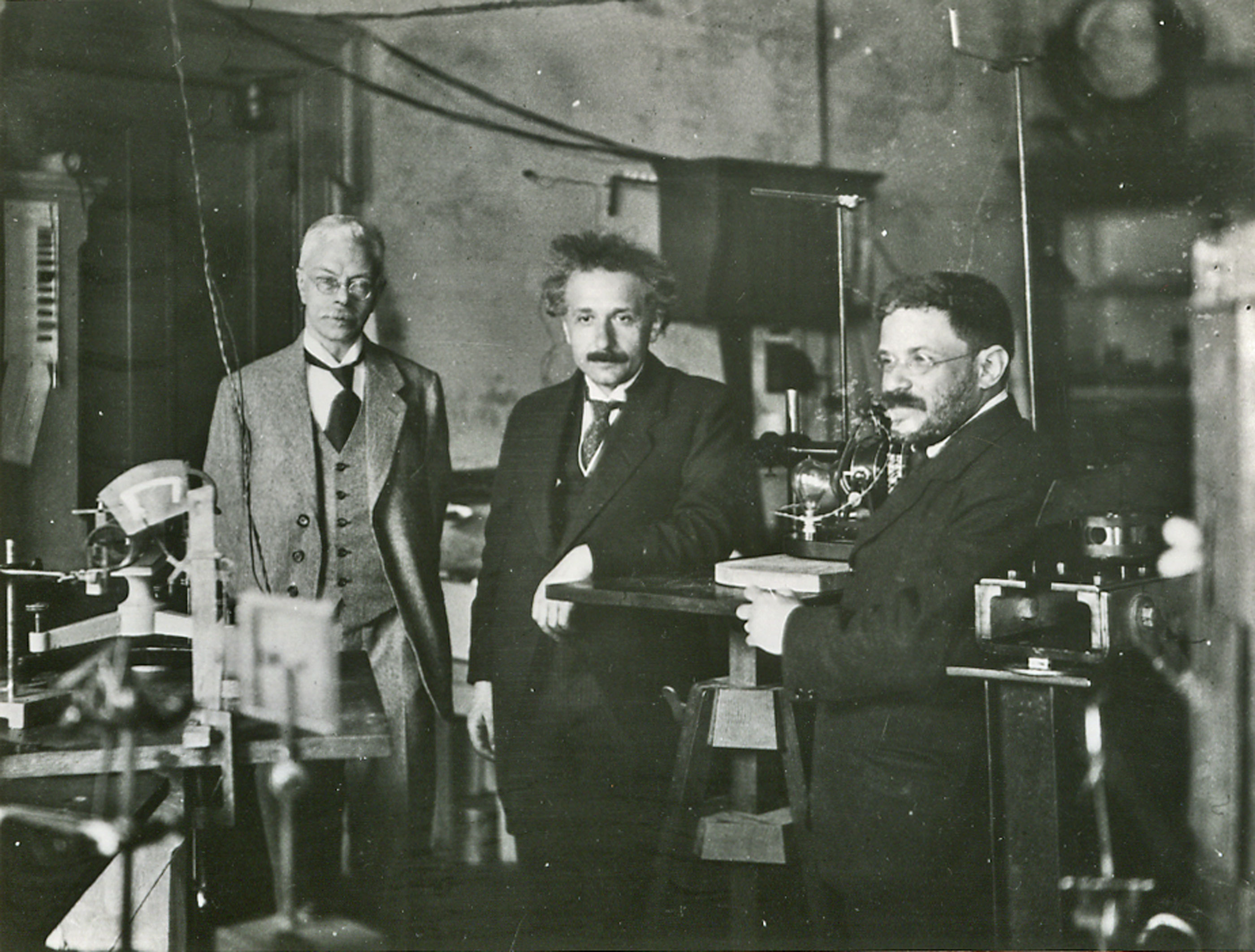
アインシュタインがアムステルダムのゼーマンを訪問したときの様子（1920年ごろ）。もう1人は友人のエーレンフェスト

ゼーマン効果の発見により、ゼーマンは1897年にアムステルダムで講師の職を提供され、1900年にはアムステルダム大学の物理学教授の職を得た。1902年、彼はローレンツと共にノーベル物理学賞を受賞。5年後の1908年にはヨハネス・ファン・デル・ワールスの後任として物理学研究所の所長になった。
1923年には新たな研究所がアムステルダムに建設され、1940年にはゼーマン研究所と呼ばれるようになった。この新たな施設でゼーマンはゼーマン効果をさらに精密に研究できるようになった。その後もゼーマンは磁気光学の分野で研究を続けた。彼はまた移動する媒体における光の伝播についても研究している。このテーマは特殊相対性理論につながるもので、ローレンツやアインシュタインも強い関心を寄せていた。さらに後には質量分析法に興味を持つようになった。

### その後
1898年、ゼーマンはアムステルダムのオランダ王立芸術科学アカデミーの会員に選ばれ、1912年から1920年まで会長を務めた。1921年にはヘンリー・ドレイパー・メダルを受賞した。他にもいくつかの賞を受賞し、名誉学位も授与されている。1935年には、名誉教授となった。
1943年10月9日、アムステルダムで死去。遺体はハールレムに埋葬された。

## 受賞歴
- ノーベル物理学賞（1902年）
- マテウチ・メダル（1912年）
- ヘンリー・ドレイパー・メダル（1921年）
- ランフォード・メダル（1922年）
- フランクリン・メダル（1925年）

月にはゼーマンの名を冠したクレーター「ゼーマン」が存在する。

## 主な論文
- Zeeman, Pieter (February 1897). “The Effect of Magnetisation on the Nature of Light Emitted by a Substance”. Nature 55:  347. doi:10.1038/055347a0.
- Lodge, Oliver (February 11, 1897). “The Influence of a Magnetic Field on Radiation Frequency”. Proceedings of the Royal Society of London 60:  513–514. doi:10.1098/rspl.1896.0079.
- Larmor, J (February 11, 1897). “The Influence of a Magnetic Field on Radiation Frequency”. Proceedings of the Royal Society of London 60:  514–515. doi:10.1098/rspl.1896.0080.
- Zeeman, P (1914). “Fresnel's coefficient for light of different colours. (First part)”. Royal Netherlands Academy of Art and Sciences, Proceedings 17 (I):  445–451.
- Zeeman, P (1915). “Fresnel's coefficient for light of different colours. (Second part)”. Royal Netherlands Academy of Art and Sciences, Proceedings 18 (I):  398–408.